# NGC 337A
NGC 337A је спирална галаксија у сазвежђу Кит која се налази на NGC листи објеката дубоког неба.
Деклинација објекта је - 7° 35' 18" а ректасцензија 1h 1m 33,7s. Привидна величина (магнитуда) објекта NGC 337 износи 12,2 а фотографска магнитуда 12,8. NGC 337A је још познат и под ознакама MCG -1-3-65, IRAS 00589-0751, PGC 3671.